# Langendampolder
De Langendampolder is een polder die zich bevindt tussen Hulst en Graauw. Ze behoort tot de Graauwsche Polders.
De polder werd, na de inundatie van 1585, in 1619, tijdens het Twaalfjarig Bestand, ingedijkt. Ze is 463 ha groot en reikt tot de stad Hulst. De zuidoostgrens van de polder wordt gevormd door de Linie van Communicatie ten Oosten van Hulst, waarvan de Liniedijk nog intact is. Fort Moerschans en Fort Zandberg bevonden zich langs deze linie en zijn nog in het landschap te herkennen. De Liniedijk bleef ook na de inundatie van 1585 bestaan en kon benut worden bij de aanleg van deze polder. Aan de noordzijde lag de Schenkeldijk, die eveneens benut kon worden en de scheiding vormt met de Oude Graauwpolder.
Burghpolder · Clinge- en Kieldrechtpolders · Clingepolder · Dullaertpolder · Eekenissepolder · Graauwsche Polders · Havenpolder · Hertogin Hedwigepolder · Hoof- en Molenpolder · Hooglandpolder · Kieldrechtpolders · Kievitpolder · Kleine Molenpolder · Koningin Emmapolder · Langendampolder · Louisapolder · Mariapolder (Hulst) · Melopolder · Mispadpolder · Molenpolder (Hulst) · Nijspolder · Noordhofpolder · Oude Graauwpolder · Oudelandpolder · Polders tussen Lamswaarde en Hulst · Polders van Hontenisse en Ossenisse · Saaftingepolders · Saeftingepolder · Ser-Pauluspolder · Stoofpolder · Van Alsteinpolder · Vitshoek · Willem-Hendrikspolder · Zandpolder · Zoutepolder